# Eupelops shagdarsureni
Eupelops shagdarsureni är en kvalsterart som beskrevs av Bayartogtokh 1999. Eupelops shagdarsureni ingår i släktet Eupelops och familjen Phenopelopidae. Inga underarter finns listade i Catalogue of Life.